# Nemania albocincta
Nemania albocincta är en svampart som först beskrevs av Ellis & Everh., och fick sitt nu gällande namn av Zdeněk Pouzar 1985. Nemania albocincta ingår i släktet Nemania och familjen kolkärnsvampar.   Inga underarter finns listade i Catalogue of Life.